# Осій (урочище)
О́сій — ботанічна пам'ятка природи загальнодержавного значення в Україні. 
Розташована на північний захід від смт Вигоди Долинського району Івано-Франківської області.
Площа 13,5 га. Статус з 1975 року. Перебуває у віданні ДП «Вигодське лісове господарство». 
Охороняється ділянка букового пралісу на відрогах гори Осій (763 м), що на лівобережжі річки Свічі. Домішку становлять граб, явір, клен гостролистий, липа серцелиста. Трапляються рідкісний вид папороті — листовик сколопендровий, а також булатка довголиста і скополія карніолійська, занесені до Червоної книги України.
Заказник має наукове, рекреаційно-пізнавальне значення.

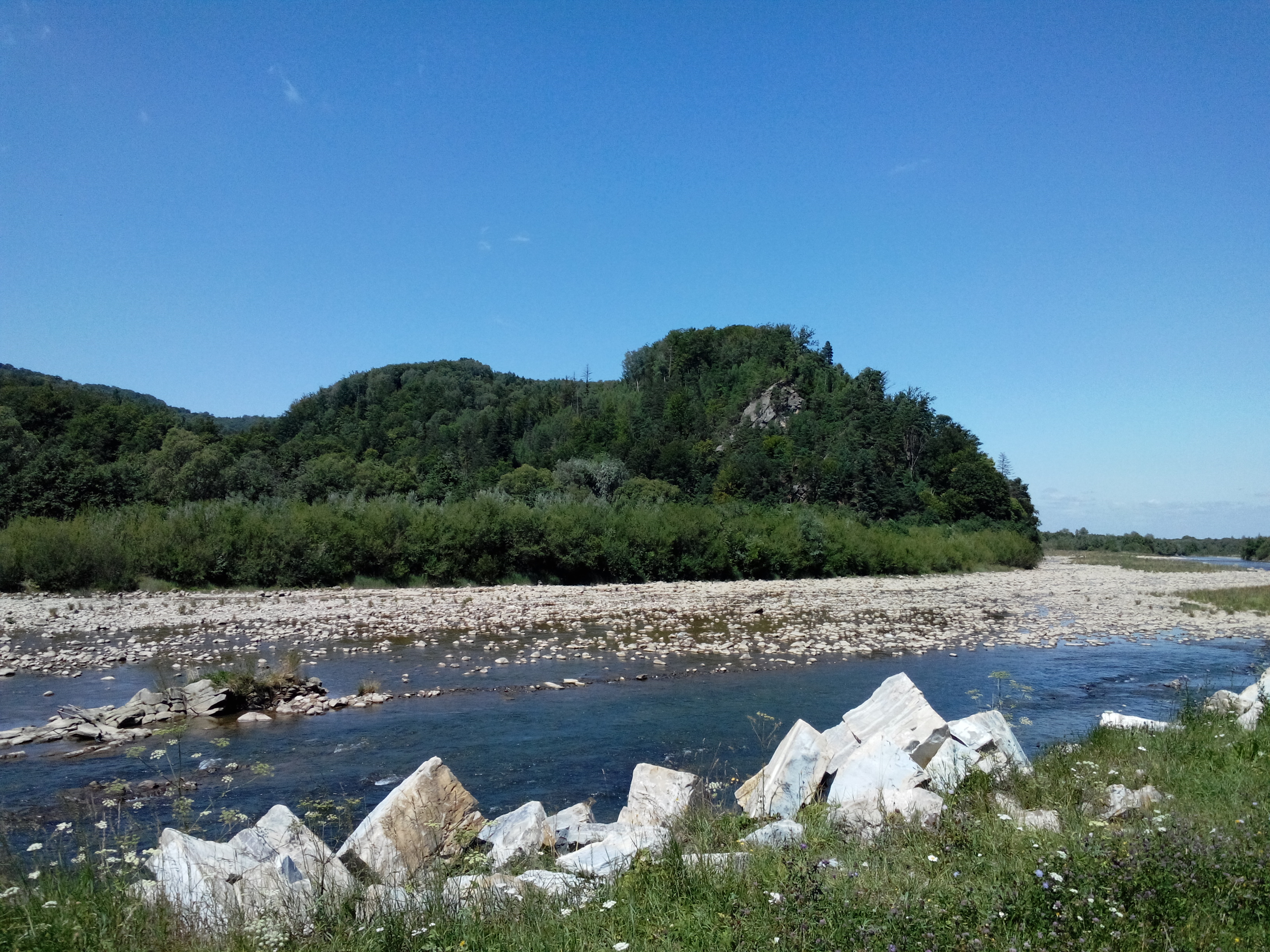
Урочище Осій